# 日本パーク
日本パーク株式会社（にほんパーク）は、福岡県大野城市に本社を置く駐車場管理機械の製造販売を行う企業である。

## 概要
- 沿革 - 昭和51年11月 創業
- 資本金 - 7,000万円
- 駐車場管理機械の製造販売
- コインパーキング用地の借上げ、運営

## 取り扱い商品
- コインパーク
- チェーンゲート
- アームゲート
- 全自動精算システム

## 事業所
- 本社 - 福岡県大野城市
- 東京営業所 - 東京都練馬区